# Kazimierz Dziedzioch
Kazimierz Dziedzioch (ur. 17 maja 1924 w Chorzowie, zm. 24 września 2007 w Nowym Jorku) – kapral Wojska Polskiego, jeden z dwunastu Polaków, uhonorowanych przez norweskiego króla Haakona VII w 1942 roku najwyższym norweskim odznaczeniem Krigskorset med Sverd.

## Życiorys
Kazimierz Dziedzioch pochodził z Chorzowa. W momencie wybuchu II wojny światowej miał 15 lat, zaciągnął się do wojska kłamiąc na temat swojego wieku. W drugiej połowie września przedostała się na Węgry, a stamtąd poprzez Jugosławię i Włochy do Francji.
Udał się do miejsca kompletowania polskiej brygady w Camp de Coëtquidan w Bretanii. Został przydzielony do Brygady Strzelców Podhalańskich.
W kwietniu 1940 roku jednostka, w której służył Dziedzioch rozpoczęła podróż do Norwegii. 28 maja w czasie bitwy o Narwik w okolicach Ankenes, w czasie nalotu bombowego przez lotnictwo niemieckie, jedna z bomb spadła blisko Kazimierza Dziedziocha, a jej odłamek prawie całkowicie oderwał mu prawą nogę tuż nad kolanem. Po wielu godzinach oczekiwania Dziedzioch został odtransportowany do szpitala polowego, gdzie amputowano mu nogę. Został przetransportowany do szpitala w Wielkiej Brytanii. Po przejściu rekonwalescencji, poruszający się o kulach Dziedzioch powrócił do swojego oddziału stacjonującego w Szkocji. W grudniu 1940 roku wraz z 15 innymi żołnierzami jednostki został odznaczony Orderem Virtuti Militari.
W 1941 roku przebywał w szpitalu wojskowym, gdzie otrzymał protezę nogi, tam też jego losem zainteresowała się żona Kazimierza Sosnkowskiego, która pomogła w wysłaniu do Stanów Zjednoczonych Kazimierza Dziedziocha, gdzie mógłby dojść do zdrowia oraz zdobyć wykształcenie. W 1942 roku pracował w dziale propagandowym polskiego wojska, wielokrotnie występował w audycjach radiowych. a także został przyjęty w białym domu przez Franklina Roosevelta.
Po zakończeniu działań wojennych latem 1945 roku Dziedzioch pozostał w Stanach Zjednoczonych gdzie w Alliance College ukończył studia. Zmienił także nazwisko na łatwiejsze do wypowiedzenia w Stanach Zjednoczonych - Casimir D. Bernard. W latach 1946–1962 zajmował się różnymi zajęciami, o pracę dla polskiego emigranta nie było łatwo. W 1952 roku ukończył studia na Uniwersytecie w Illinois, College of Commerce and Business, Degree of Bachelor of Science In Management W 1962 roku został zatrudniony jako inżynier w IBM, gdzie pracował do emerytury przez 25 lat.
Kazimierz Dziedzioch został odznaczony Krzyżem Wojennym nr 97.